# 6052 Junichi
A 6052 Junichi (ideiglenes jelöléssel 1992 CE1) egy kisbolygó a Naprendszerben. Endate, K. és Vatanabe Kazuró fedezte fel 1992. február 9-én.